# Isola di San Paolo (Iseo)
L'isola di San Paolo (in lombardo Isola de San Pàol) è una piccola isola che sorge nel lago d'Iseo, insieme all'isola di Loreto e a sud della ben più estesa Monte Isola. È di proprietà privata.

## Storia
Nel 1091 l'isolotto, che era sotto il controllo della nobile famiglia Mozzi, venne donato al monastero cluniacense di San Paolo d'Argon, che vi istituì un priorato.
Il monastero passò in seguito alla nobile famiglia Fenaroli di Pilzone, che successivamente lo cedette ai frati minori i quali eressero un monastero forse attorno all'anno 1490.
L'osservante Alessandro Fenaroli, morto il 15 agosto 1525 è sepolto nella chiesa di San Paolo sull'isola. Un documento del 1685 redatto da padre Fulgenzio Rinaldi cita: Questo sito è saluberrimo… delizioso, il convento comodo e grande e ben disposto che di vaghezza può gareggiare con non pochi di questa provincia... Contiene orti e giardini bastevoli al godimento di ogni verdura e al ricreamento di fiori... diverse piante da frutto; dei limoni ed aranci è proprio il sito.
La famiglia Fenaroli mantenne il patronato sul convento (facendo dipingere nel chiostro il proprio blasone) mantenendone il beneficio sino alla soppressione nel gennaio 1783. In quell'anno i 14 frati vennero trasferiti al convento di San Francesco a Iseo e l'isola venduta a privati.
Secondo alcuni, sembra che l'isolotto, verso la fine dell'800, fosse raggiungibile in alcuni periodi dell'anno a piedi da Sensole su Monte Isola.
Nel 1916 l'isola venne acquistata dalla famiglia Beretta, titolare dell'omonima industria produttrice di armi, e successivamente risistemata dall'architetto Egidio Dabbeni.

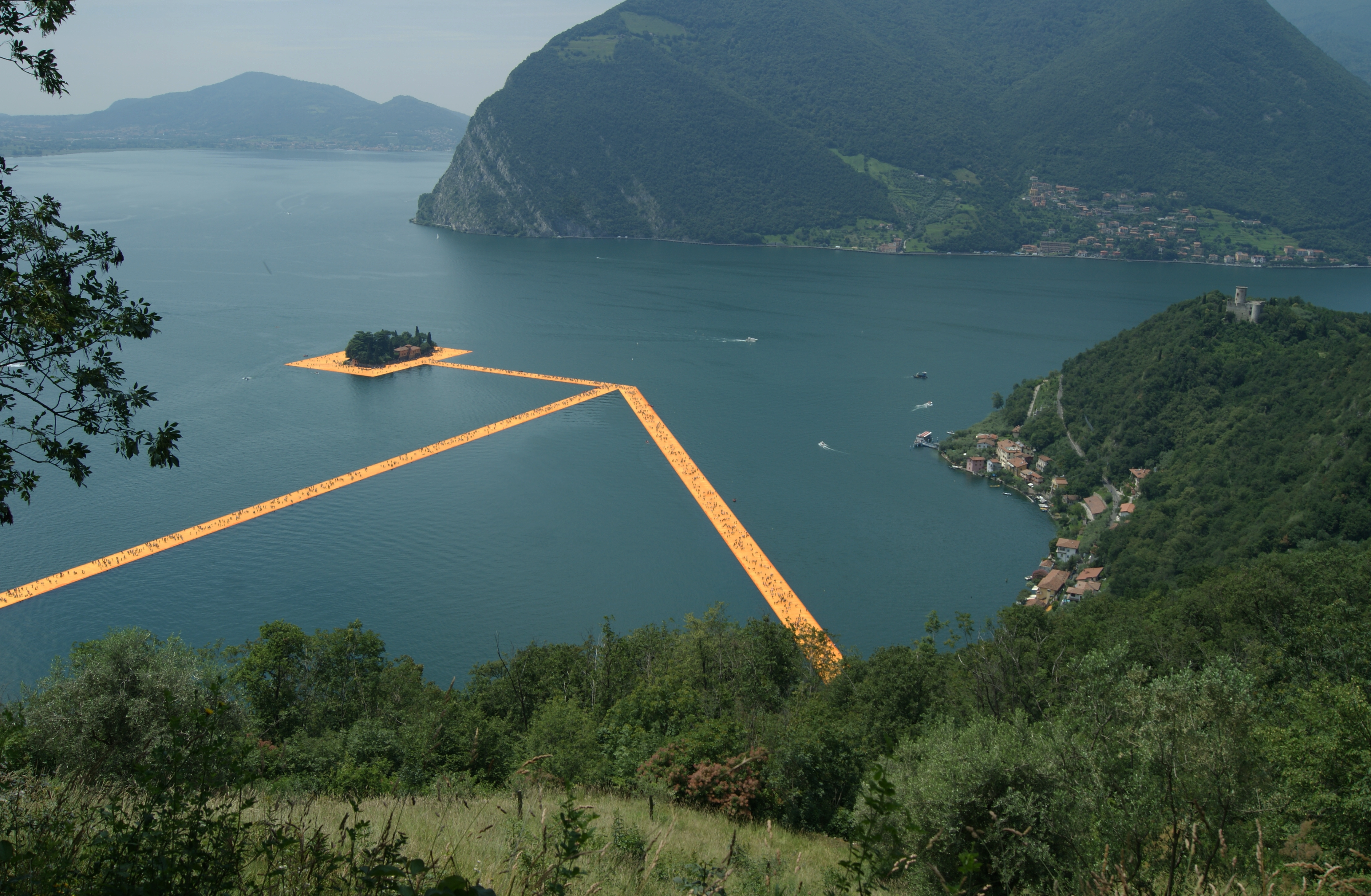
Floating Piers – San Paolo

Nel 2016 l'isola fu interessata dal progetto The Floating Piers venendo raggiunta da Montisola e circondata dalla passerella realizzata da Christo.

### Romanzi storici
- Nazareth Simoncelli, Aeternum. Confitemini Domino In Aeternum Misericordia Eius, 2019, ISBN 88-69121-53-4.